# Ecógrafo

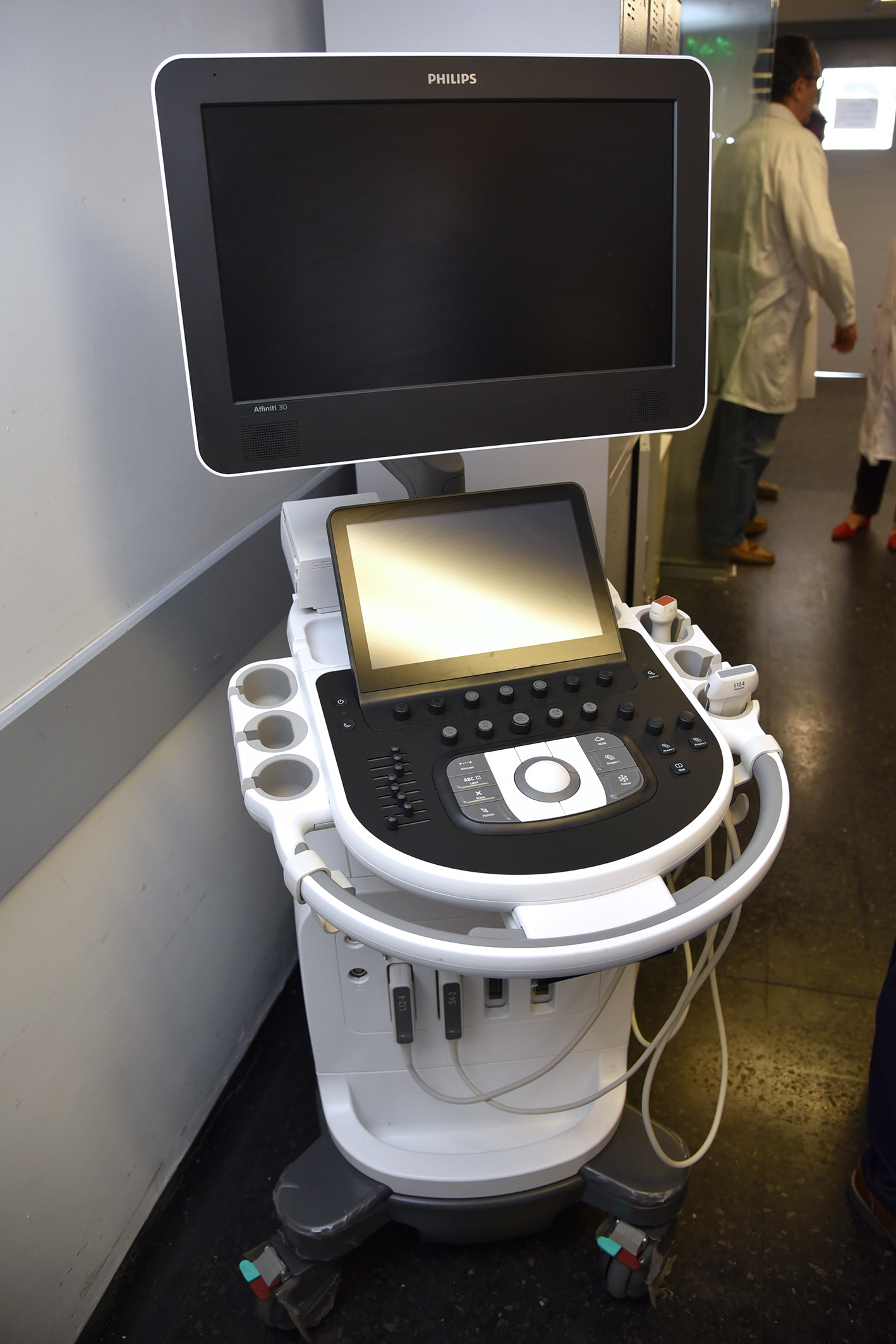
Ecógrafo portátil en Hospital de Clínicas.

Un ecógrafo es un aparato de diagnóstico  electro médico utilizado para realizar ecografías o ultrasonidos, que utiliza ondas sonoras de alta frecuencia para generar secuencias de imágenes de órganos y formaciones dentro del cuerpo tales como: corazón, los riñones, el hígado, entre otros. Este aparato es fundamental para monitorizar el desarrollo del feto durante el embarazo.